# Холістична медицина
Холістична медицина, холістичне здоров'я  (англ. holistic - усебічний, комплексний, цілісний, англ. holistic health) — течія альтернативної медицини, популярний метод нетрадиційної медицини, коли холістична медицина зосереджена на лікуванні «людини в цілому», а не тільки конкретної хвороби.
Холістична медицина розглядає фізичні, емоційні, духовні та соціальні аспекти людини, оскільки вони стосуються здоров'я та хвороби. Цей напрямок медицини приділяє увагу профілактиці; турботі про навколишнє середовище та харчування; філософським аспектам, таким як відповідальність пацієнта за своє здоров'я та використання хвороби як творчої сили.
Вузька спеціалізація медичних працівників, які використовують доказову медицину, не завжди дозволяє отримати цілісну картину здоров'я пацієнта та визначити усі причини патологічного стану. Тому холістичний підхід в зборі даних про пацієнта, та консультації з суміжними спеціалістами застосовується для постановки правильного діагнозу та призначення адекватного лікування.
Натомість практики холістичної медицини часто користуються неперевіреними методами лікування, небезпечними для пацієнтів, яких залучають до себе за допомогою містичних пояснень, власної харизми та пропаганді.